# Paradox (Neil Young)
Paradox è un album in studio del cantautore canadese Neil Young e del gruppo musicale statunitense Promise of the Real, pubblicato nel 2018. Si tratta della colonna sonora dell'omonimo film ambientalista di Daryl Hannah.

## Tracce
1. Many Moons Ago in the Future – 0:30
2. Show Me – 1:46
3. Paradox Passage 1 – 2:16
4. Hey – 3:18
5. Paradox Passage 2 – 1:23
6. Diggin' in the Dirt - Chorus – 1:11
7. Paradox Passage 3 – 2:52
8. Peace Trail – 5:06
9. Pocahontas – 3:14
10. Cowgirl Jam – 10:36
11. Angel Flying Too Close to the Ground – 4:41
12. Paradox Passage 4 – 0:13
13. Diggin' in the Dirt – 3:15
14. Paradox Passage 5 – 0:24
15. Running to the Silver Eagle – 2:54
16. Baby What You Want Me to Do? – 1:23
17. Paradox Passage 6 – 0:18
18. Offerings – 0:51
19. How Long? – 2:26
20. Happy Together – 0:46
21. Tumbleweed – 4:01